# Lublins flygplats
Lublins flygplats (IATA: LUZ, ICAO: EPLB) (polska: Port Lotniczy Lublin) är en internationell flygplats som ligger utanför Lublin, Polen. Flygplatsen är belägen omkring 10 km öst om centrala Lublin vid staden Świdnik.
Byggnationen av flygplatsen påbörjades på hösten 2010 och det officiella öppnandet av flygplatsen var den 17 december 2012. Flygplatsen är en fokusflygplats för Wizz Air.